# ER Большого Пса
ER Большого Пса (лат. ER Canis Majoris) — одиночная переменная звезда в созвездии Большого Пса на расстоянии (вычисленном из значения параллакса) приблизительно 23066 световых лет (около 7072 парсеков) от Солнца. Видимая звёздная величина звезды — от +13,3m до +12,6m.

## Характеристики
ER Большого Пса — пульсирующая переменная звезда, классическая цефеида (DCEP).